# Heteronyx piceus
Heteronyx piceus är en skalbaggsart som beskrevs av Blanchard 1850. Heteronyx piceus ingår i släktet Heteronyx och familjen Melolonthidae. Inga underarter finns listade i Catalogue of Life.